# 紹斯蒙特 (北卡羅萊納州)
紹斯蒙特（英語：Southmont）是位於美國北卡羅萊納州戴維森縣的普查規定居民點。

## 人口
根據2020年美國人口普查的數據，紹斯蒙特的面積為17.00平方千米，當中陸地面積為11.81平方千米，而水域面積為5.18平方千米。當地共有人口1563人，而人口密度為每平方千米91.94人。